# Histoire de l'agence Reuters
Pour les articles homonymes, voir Reuters (homonymie).
L'histoire de l'agence Reuters a vu une petite société de traduction de nouvelles, recourant à des pigeons voyageurs, devenir un siècle et demi plus tard la dixième plus grande capitalisation de la bourse de Londres, à la fois agence de presse, courtier et réseau électronique d'échanges boursiers.

## La deuxième moitié duXIXesiècle

### Débuts à Berlin et Paris
Paul Julius Reuter est né à Cassel le 21 juin 1816 dans la famille d'un rabin allemand, sous le nom de "Joseph Josaphat". Employé dans la banque de son oncle à Göttingen, il rencontre Carl Friedrich Gauss et assiste aux cours du « prince des mathématiciens », en train d'élaborer un télégraphe primitif, puis travaille dans d'autres villes allemandes, dont Berlin, où il se marie. À 29 ans, il vient une première fois à Londres et s'y fait baptiser sous le patronyme de "Paul Julius Reuters". Peu après, il repart à Berlin, où il s'associe à Joseph Stargardt dans une librairie, qui publie en 1847 des pamphlets interdits, comme ceux du radical suisse Julius Fröbel. Il édite aussi le journal Vossichen Buchhandlung, où il travaille avec Bernhard Wolff, un ex-rédacteur du Vossische Zeitung. Après l'échec de la révolution de 1848, leurs écrits ayant déplu, tous deux doivent se réfugier à Paris. Tout comme deux autres ex-fondateurs de journaux germanophones, Sigmund Kolisch et Sigismund Englander, ils sont embauchés par Charles Havas, qui a créé l'agence Havas en 1835.
Au début de l'année 1849, Paul Julius Reuters créé sa propre agence de presse, dans sa chambre du dernier étage d'un immeuble de rue Jean-Jacques-Rousseau à Paris, face la poste centrale. Avec Max Gritzner et un autre pigiste, il traduit des informations de la presse française pour des journaux régionaux allemands, à des prix très modestes. Mais dès la fin de l'été son matériel est saisi par les créanciers.

### Création d'un Institut pour la télégraphie à Aix-la-Chapelle puis Londres
Lorsque les créanciers arrivent, Reuters est déjà parti à Aix-la-Chapelle, sur la frontière germano-belge : le 1er octobre, la "Prussian State Telegraph", première ligne commerciale européenne, reliera la ville à Berlin,. Elle y est opérée par le "Bureau télégraphique" de Bernhard Wolff, l'ex-ami et collègue de Reuters chez Havas. Un "Institut pour la transmission des messages par télégraphe" créé par Julius Reuters est à l'autre bout. Il a une succursale à Cologne. Pour garantir l'égalité de traitement entre ses clients, Reuters les enferme dans son bureau avant l'arrivée de chaque télégramme important. Parmi eux, le belge Henri-Edouard Perrot, explique que la presse et les financiers d'Angleterre, France et Belgique reçoivent ainsi "pour un coût très bas, les nouvelles importantes et cours de Bourse". Les centres d'affaires de Bruxelles et Anvers sont reliés par le train d'Aix-la-Chapelle. Les autres sont servis par la poste. Le 24 avril, six mois après son arrivée, Reuters loue une cinquantaine de pigeons au brasseur aixois, Heinrich Geller. La demande est forte : trois mois après, c'est 200 pigeons.
Le chemin de fer Paris-Bruxelles permettra bientôt d'agrandir ce réseau. La ligne télégraphique de Berlin s'allonge aussi, progressivement, vers la frontière franco-belge. Reuters s'installe à Verviers, où elle arrive le 2 octobre 1850, puis à Quiévrain, où il remplace ses pigeons par des chevaux, pour les cinq derniers kilomètres menant au Paris-Bruxelles. À Noël, le télégraphe relie pour la première fois les capitales belges, allemandes et françaises, via Valenciennes. Mais il faut attendre le 15 avril 1851 pour que le gouvernement français l'ouvre au public. Reuters conserve ses pigeons encore quelques mois.
Julius Reuters aimerait avoir pour client le journal le plus prestigieux de l'époque: au début des années 1850, le Times de Londres tire à plus de 55 000 exemplaires, autant que les trois autres principaux quotidiens britanniques. Dès la fin novembre 1850, il a écrit à Mowbray Morris, son directeur, pour lui proposer les dépêches arrivées à Verviers. Refus poli du Times. Reuters décide quand même de s'installer en Angleterre, car il sait que l'inventeur de la Locomotive Crampton a créé une société pour poser un câble télégraphique sous la Manche. Le docteur Herbert Davies, rencontré dans un train, propose d'héberger Reuters et sa femme dans une chambre de sa maison londonienne, à deux pas de la Bourse. Ils s'y installent le 14 juin 1851. Leur fils Herbert y naît l'année suivante.
Quatre mois après son arrivée, il domicilie sa nouvelle société, la "St Josaphat and Co's Continental Telegraph", dans une des pièces du bâtiment de la Bourse de Londres, avec qui il a signé un contrat pour télégraphier chaque jour sur le continent les cours d'ouverture et de clôture. Le câble transmanche est presque achevé. Son seul employé, F.J. Griffiths, a douze ans. Quelques mois après, un deuxième câble relie Douvres et Calais.

### Reuters d'abord spécialisé dans les nouvelles commerciales et financières
Les nouvelles du marché des céréales deviennent une activité importante de Reuters à partir d'août 1852, grâce aux deux câbles sous-marins menant à Londres. L'abrogation des Corn Laws protectionnistes a créé un appel d'air pour les céréales d'Amérique mais aussi d'Ukraine, via la mer Noire et la Baltique. Reuters suit les ports d'Odessa, Gdansk, Hambourg, Szczecin, Anvers. Chacun approvisionne un arrière-pays plus vaste, et plus rapidement, grâce au chemin de fer. Les pénuries ou excédents, et écarts des prix des céréales d'une ville à l'autre, peuvent être connus plus vite, par le maillage télégraphique international. C'est la raison de l'accord informel (aucun document n'a été conservé) passé en 1856 avec Charles-Louis Havas et Bernhard Wolff, strictement limité aux informations sur la finance et les matières premières. Elles sont en très forte demande en raison de la croissance économique mondiale des années 1850. La création monétaire sous forme de billets de banque est alors balbutiante et très dépendante des stocks de métaux précieux, et ceux-ci dont été dopée par les ruées vers l'or d'Australie et Californie. Reuters diffuse des télégrammes d'une centaine de villes et offrira dès le milieu de la décennie suivante de nombreuses cotations locales pour les céréales (20), le coton (17), les produits tropicaux (15) ou les métaux (10).
La croissance fulgurante du télégraphe a lieu aussi en Angleterre, le long du chemin de fer. Pour en faire la promotion, les compagnies anglaises de télégraphe vendent leurs propres services de nouvelles, à une presse en pleine expansion : près de 120 journaux régionaux anglais y souscrivent,. Reuters a dès 1857, parmi ses clients, le quotidien russe des matières premières, Posrednik mais aucun média britannique avant 1858. Seule exception, le 17 août 1852, le Times de Londres devient client du tout nouveau service Reuters sur les navires et cargaisons en provenance de l'Orient, fourni via le Lloyds Autrichien à Trieste. Le Times a par ailleurs déjà son propre réseau de correspondants : Proche-Orient, Inde, Chine, États-Unis. Et un service de courrier privé pour l'Europe de l'Est, depuis 1838, qui passe par Trieste et l'Autriche à partir de 1845.
William Howard Russell, le reporter du Times, a dénoncé l'inefficacité britannique lors de la guerre de Crimée, causant la chute du gouvernement de Lord Aberdeen, remplacé par Lord Palmerston. Reuters, resté à l'écart, découvre que cette guerre a passionné ses clients agricoles et financiers. Il tente de se rattraper lors de la Campagne d'Italie (1859), menée par la France contre l'Autriche. Reuters obtient à l'avance une copie d'un discours important de Napoléon III. Ce succès le décide à couvrir aussi l'actualité générale, avec deux premières dépêches sportives en 1860. Puis c'est la culture: Les Misérables de Victor Hugo se vend bien au Portugal, annonce Reuters en juillet 1862. Cette diversification est facilitée par le traité signé avec Wolff et Havas en juillet 1859, pour échanger les informations politiques et militaires. Chacun des signataires obtient, dans sa zone, l'exclusivité des dépêches des deux autres. Purement confiné au Vieux-Continent, ce cartel des agences de presse ne dit rien sur les deux Amériques, l'Asie et l'Afrique. Reuters s'en servira pour ses conquêtes lointaines, comme il avait déjà utilisé l'accord européen de 1856 sur la finance et les matières premières.

### Guerre de Sécession: la presse anglaise obtient la création d'une agence coopérative
Dès 1856, le financier américain Cyrus West Field suggère un câble télégraphique transatlantique. Reuters vend au Times de Londres une offre sur les marchés financiers américains, peu après le krach new-yorkais d'octobre-décembre 1857. Un premier câble transatlantique est posé le 5 août 1858, mais est rapidement détérioré. Son remplacement va prendre huit ans et nourrir les spéculations. Pourtant, l'Europe se passionne pour les prémices de la guerre de Sécession, depuis les conflits sanglants du Bleeding Kansas en 1854. La fin prévisible de l'esclavage risque d'assécher en coton l'industrie anglaise, qui fabrique la moitié du textile mondial, alors que les deux-tiers de l'offre de coton brut sont cultivés dans le Sud des États-Unis. Cette dépendance est "cause d'inquiétude que le développement de la culture dans l'Inde tendrait à diminuer", note dès 1858 un professionnel de Liverpool. Selon lui, les importations anglaises de coton indien ont déjà doublé en 15 ans. Le Bombay Times reçoit un service Reuters dès octobre 1859, mixant le télégraphe et les navires pour transmettre les informations. Mais de Londres, les journalistes de Reuters ont parfois du mal à distinguer l'impact des nouvelles américaines : le raid de 1859 mené par l'abolitionniste John Brown sur l'arsenal fédéral d'Harpers Ferry, est par exemple noyé au fond d'un télégramme parlant de nouvelles insignifiantes.
Reuters doit aussi tenir compte aussi de la croissance explosive de la presse régionale anglaise. Le tirage du Times de Londres est dépassé par celui du Guardian de Manchester, abonné à Reuters dès janvier 1859, ou du The Scotsman d'Édimbourg. Basés tous deux dans des régions textiles, ils sont devenus quotidiens en 1855, l'année de l'abolition de la taxe sur les journaux et de la création du Daily Telegraph, premier quotidien à un pence, et premier du pays par le tirage. Le Liverpool Mercury devient aussi client puis quotidien en 1858. En mai 1861, il s'inquiète : seul un tiers du coton américain peut être remplacé par les autres pays producteurs.
Face à l'appétit de ces nouveaux clients pour la couverture de la guerre de Sécession, Reuters noue en 1862 un accord avec la New York Associated Press, officialisant trois ans de travail en commun. Reuters reçoit d'Amérique au moins 2000 mots par semaine, payés par un forfait de cent dollars>. L'image de la New York Associated Press a cependant souffert de la censure qui lui avait été imposée en juillet 1861, pendant une journée, sur la véritable issue de la Première bataille de Bull Run. La NYAP avait annoncé à tort, trop tôt, la victoire des armées du Nord, finalement battues. Les quotidiens de Washington ne l'ayant pas annoncée, la fausse victoire avait été prise à Wall Street pour une manipulation boursière. Reuters a aussi ses propres envoyés aux États-Unis, James Mc Lean et James Heckscher, pour lui transmettre, par bateau, des synthèses de la presse et enquêter un peu.
Les quotidiens anglais veulent ensuite avoir leurs informations exclusives sur cette guerre. Ils installent des employés en Irlande, à Cobh, ou près de Londonderry, pour intercepter les nouvelles amenées par les paquebots d'Amérique, via des petits bateaux privés allant à leur rencontre. En juillet 1863, Reuters et le Times déploient à leur tour, jusqu'au petit port de Crookhaven, à la pointe sud-ouest de l'Irlande, une ligne télégraphique privée. Ce système permettra aux clients financiers de Reuters, qui disposaient de contrats privilégiés, d'apprendre les premiers l'assassinat d'Abraham Lincoln. Le banquier Peabody fait circuler la nouvelle et une bagarre éclate dans l'enceinte de la Bourse de Liverpool, où l'on croit à une autre manipulation boursière.
Plus généralement, la plupart des journaux britanniques veulent la fin du service d'informations de piètre qualité diffusé par les opérateurs télégraphiques, mais aussi la baisse de leurs tarifs. En 1859, un anglais paie deux fois plus qu'un américain pour chaque mot télégraphié. La British and Irish Magnetic et l'Electric and International Telegraph Company ont dû, dès janvier 1859, acheter à Reuters, pour 800 sterling par an, le droit de diffuser ses informations aux journaux anglais de province. Mais sans parvenir à calmer la fronde. Elle est menée par William Saunders, fondateur d'un quotidien à Plymouth puis de l'agence Central Press en 1863. L'année suivante, le monopole de trois sociétés de télégraphe est dénoncé par la prestigieuse Newspaper Provincial Society, de George Harper, éditeur de l'Huddersfield Chronicle,. Il milite en faveur de la création d'une agence de presse coopérative appartenant aux journaux de province. Ce sera la Press Association, créée pour garantir l'égalité de traitement des clients du télégraphe , qui accompagne la loi du 31 juillet 1868 le nationalisant. La même année, Reuters accepte de sous-traiter la diffusion de toutes ses informations à cette agence coopérative, qui s'engage en échange à couvrir toute l'actualité anglaise. Une soulte de 3 000 sterling est versée à Reuters pour compenser l'écart de valeur entre les deux flux de nouvelles. C'est près de quatre fois la somme reçue par Reuters des compagnies de télégraphe une décennie plus tôt, pour un service entre-temps très enrichi.

### Le réseau international de Reuters dopé par la nouvelle géographie du coton
La guerre de Sécession ne fait pas seulement grossir les tirages de la presse anglaise et tripler les cours du coton : elle déplace la production cotonnière en Inde et en Égypte. Le premier bureau ouvert hors d'Europe par Reuters, quatre ans avant l'ouverture du canal de Suez, est Alexandrie en 1865, sur une plaque tournante du marché du coton.
Le Caire et Bombay suivent dès 1866. En avril 1866, l'Inde représente déjà 50 clients, principalement commerciaux. Ensuite, il faudra cinq ans pour prolonger le câble jusqu'à la Chine et au Japon, en 1871, et l'Australie en 1872. Dès 1868, Reuters a six bureaux indiens en « pleine activité », à Karachi, Calcutta, Madras, Colombo, Bombay, et Point de Galle, à 119 km au sud-ouest de Colombo. En 1870, ils rapportent quatre fois plus que la Hollande ou la Belgique à Reuters, qui fournit la plupart du contenu d'une presse indienne en pleine expansion. Ce succès fait des jaloux en Australie : sir Lachlan Mackinnon, le propriétaire du Melbourne Argus et de l'Australasian tente dès 1870 de créer une agence de presse concurrente, associé au Sydney Morning Herald, au South Australian Register et à des journaux indiens. Elle ne prendra forme que bien plus tard, avec l'Australian Press Association. Entre-temps, Reuters désamorce la fronde en embauchant à Londres des journalistes australiens, capables de choisir exactement quelles informations concises doivent être envoyées au bout du monde, à un prix très élevé.
L'Amérique du Sud est connectée beaucoup plus tard, en 1874, Le Cap en 1876, mais après seulement deux ans d'activité déficitaire, Reuters l'abandonne à Havas, avec l'Italie et l'Espagne, qui ont leurs agences nationales, Fabra et Stefani.
La guerre de Sécession a aussi déplacé la production cotonnière vers le Turkestan, où la Russie a dès les années 1860 mené une politique d'expansion dans la vallée de Ferghana, avec le général Mikhaïl Tcherniaïev. L'actuel Ouzbékistan turcophone devient le plus important marché en gros de coton d'Asie centrale mais aussi un point de susceptibilité avant la guerre russo-turque de 1877-1878, au début de laquelle réaparait Mikhaïl Tcherniaïev.

### L'entrée en Bourse d'une agence très rentable, puis les déceptions autrichiennes, danoises et russes
Le 20 février 1865, Reuters entre en Bourse de Londres. Valorisée 250 000 sterling, l'agence est très rentable : 8 630 sterling de bénéfice net en 1864, un cinquième du chiffre d'affaires. Le fondateur empoche le quart de la valeur. Dès la 1re année, les actionnaires reçoivent un dividende de 8 %. Le prospectus boursier ne mentionne pas encore le projet de câble Reuters reliant Lowestoft à l'île allemande de Norderney puis Hanovre et Hambourg. C'est seulement huit mois plus tard, en septembre 1865, qu'il est débattu par les administrateurs. La concession est obtenue le 15 novembre. Un an apr̠ès, l'entrée en service permet à James Heckscher, l'auteur du scoop sur la mort de Lincoln, d'ouvrir une "salle de nouvelles" à la Bourse de commerce de Hambourg, où quatre quotidiens danois partagent déjà un bureau. Le câble a coûté 153 000 sterling mais affiche 13 000 messages par mois et une rentabilité de 19 % dès 1868, assurant la moitié du bénéfice net du groupe, qui grimpe à 31 939 sterling. Via l'Iran, il doit relier Bombay à Londres, en utilisant et l'Indo-European Telegraph Company des frères Siemens, deux fois mieux valorisée à son entrée en Bourse en 1868, avec 450 000 sterling.
Début 1866, tout semble réussir à Reuters : l'autre grand câble sous-marin attendu, pour relier New York, mais aussi la création en mars de l'Agence russe RTA, un mois après celle de l'Agence de presse Ritzaus au Danemark, deux grands clients directs. Perspectives prometteuses aussi à Vienne, qui attend le triomphe électoral des libéraux d'Eduard Herbst, partisans de la liberté de la presse, car elle reproche aux conservateurs les bruits de botte avec la Prusse, de peur d'être reléguée dans une alliance austro-slave.
Mais en juin 1866, l'ampleur de la déroute autrichienne à la Bataille de Sadowa n'est pas comprise à temps par Reuters. De Vienne, l'agence britannique a d'abord annoncé une "victoire complète" autrichienne, infirmée par les reporters du Times sur le terrain. En Russie, où le journal Golos s'était déjà inquiété de la fiabilité des nouvelles sur la guerre de Sécession, des clients reviennent vers l'Agence Continentale allemande, recapitalisée en 1865 par les amis du chancelier prussien Bismarck. Au Danemark, l'Agence Ritzaus ne se résout finalement pas à acheter le service général de Reuters, qui refuse de lui vendre un service limité. Elle crée même en 1867 l'Agence Svenska Telegrambyran suédoise, et l'Agence Norks Telegrambyra norvégienne, avec l'aide de l'Agence Continentale allemande. En Autriche, dès l'automne 1866, le Korrbureau négocie avec Havas et l'Agence Continentale. En décembre, il signe un premier accord séparé avec Havas, qui en fait une "grande agence", tandis que Reuters tente aussi, mais sans succès, de prendre pied à Vienne.
Le câble transatlantique ouvert à l'été 1866 se révèle très cher. Et l'allié américain New York Associated Press, compromis par la censure, est concurrencé par une nouvelle Western Associated Press, qui réussit, de 1866 à 1867, à traiter directement avec l'Agence Continentale. Celle-ci veut reprendre l'important marché d'Allemagne du Nord à Reuters, dont les clients allemands sont affaiblis par les subventions occultes versées par Bismarck aux journaux concurrents, via les fonds confisqués à la Couronne de Hannovre à l'issue de la guerre austro-prussienne, décrit comme les "Reptielien Fund", dans le pamphlet publié en 1866 par Heinrich Wuttke. Les quatre bureaux allemands de Reuters se retrouvent ainsi déficitaires dès 1869.
L'Agence Continentale signe aussi un contrat le 30 mai 1869 avec Havas et le Korrbureau, pour l'échange des nouvelles de Prague, Agram, Pesth et Lemberg, contre celles d'Europe de l'Ouest et les cours de Wall Street. Reuters qui avait tenté de reprendre l'Agence Stefani en 1862, puis l'Agence de presse Ritzaus en septembre 1868, même si elles sont dans le giron de ses deux grands associés, essaie de racheter ces derniers eux-mêmes: l'Agence Continentale en 1869 et plus tard Havas, en 1872. En février 1869, Julius Fröbel avertit Bismarck qu'Havas et Reuters s'apprêtent à racheter l'Agence Continentale. Le 19 avril, celle-ci prévient qu'ils menacent de mettre fin aux accords de 1859, pour la priver de nouvelles internationales et quatre jours plus tard, Robert von Keudell, conseiller de Bismarck, demande au général François Chauvin de gérer le problème. Finalement, la tentative conjointe de rachat échoue. Et en janvier 1870, le nouveau traité entre agences marque un recul général de Reuters, qui doit renoncer à l'Autriche, mais aussi à la Scandinavie, la Russie et l'essentiel du territoire allemand (à l'exception de l'enclave de Hambourg). Reuters sauve la face devant ses actionnaires : il obtient que Agence Continentale verse en échange 25 % de ses bénéfices à Reuters et Havas. Ce dédommagement et l'argent provenant, la même année, du rachat par le gouvernement anglais du câble câble sous-marin Lowestoft-Norderney sont principalement retournés aux actionnaires de Reuters.

### L'offre de rachat d'Havas en 1872
Les deux offres d'achat d'Havas par Reuters, en 1872, donnent une idée précise de la différence de taille entre les deux agences. Reuters propose 90 000 livres sterling (3 millions de francs), en juillet 1872, puis 120 000 livres un peu plus tard. Reuters propose ainsi le tiers de sa propre valeur (évaluée sept ans plus tôt lors de l'entrée en Bourse) puis la moitié, mais réalité probablement beaucoup moins, car sa propre valeur a probablement beaucoup augmenté après sept ans d'expansion.
En avril 1873, Sigismund Englander informe le secrétaire général de Reuters que l’offre est modifiée : seule serait éventuellement achetée la division télégraphique internationale d’Havas, les journaux français étant hostiles au changement de propriétaire pour la partie française d'Havas. En 1871, le nom d'Engländer était apparu dans la presse anglaise, en lien avec un parti politique, ce qui fut considéré comme une faute et une rupture de confiance par le conseil d'administration. Lors de l'entrée en Bourse de 1879, sept ans plus tard, l'Agence Havas sera valorisée 7,5 millions de francs.

### L'invention du ticker, la crise des Balkans et la concurrence éphémère de Dalziel

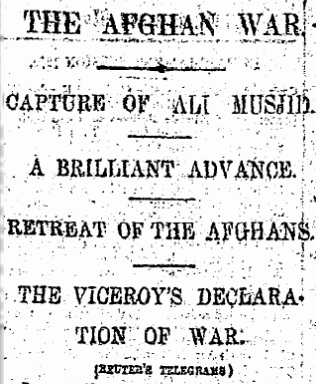
Le 23 novembre 1878, télégramme de Reuters annonçant la bataille d'Ali Masjid

En 1867, Thomas Edison, 20 ans, travaille de nuit sur le télégraphe de l'Associated Press à Louisville dans le Kentucky. Il y réalise sa première invention: une machine permettant d'imprimer directement du télégraphe des cours de bourse. Sa machine répond aux besoins des télégraphistes qui font l'aller-retour entre les bureaux des courtiers et le New York Stock Exchange, pour informer leur clients par télégraphe. Perfectionnée la même année par Edward A. Calahan, elle produit un son ressemblant au mot « tick », d'où le nom de "ticker" donné au codes des actions. Utilisée à partir de 1872 en Angleterre, elle dope l'activité des marchés financiers. Le nombre de lignes télégraphiques dédiées à la Bourse passe de 11 en 1870 à 60 en 1899. Le pic de télégrammes quotidiens en Bourse de Londres passe de 2 884 à 28 142. Le service Reuters devient facile à utiliser pour faire converger les cours de Bourse d'un marché à l'autre, en les comparant. En conséquence, la proportion des sociétés de chemin de fer écossaises cotées à Londres comme à Glasgow passe de 22 % à 62 %.
La guerre de 1876 entre les empires austro-hongrois, russes, et ottomans, fait flamber un peu plus les nationalismes. Sigismund Englander part la couvrir pour Reuters, de Constantinople, même si elle concerne le territoire de l'Agence Continentale. Il obtient des scoops sur la désintégration de l'Empire Ottoman,. Havas y envoie aussi ses propres reporters. La coordination du marché mondial repose alors aussi en grande partie sur les sociétés européennes de télégraphe bénéficient pour la plupart d'un monopole local et se rencontrent dans des conférences : 1865 à Paris, 1868 à Vienne, 1871 à Rome, 1875 à Saint-Pétersbourg et 1879 à Londres.
Pendant trois ans, de 1890 à 1892, Reuters subit l'arrivée d'une agence de presse britannique visant directement à l'affaiblir. L'Agence Dalziel, créée en 1890 par le journaliste Davison Dalziel (1852-1928), a réussi à concurrencer à l'échelle internationale Havas et Reuters, grâce à l'aide discrète du Times de Londres.
Dalziel inonde le marché des nouvelles internationales et pratique le « nouveau journalisme » américain, avec plus de faits divers, comme l'affaire de Jack l'Éventreur, sur laquelle sa couverture est jugée meilleure que celle de Reuters.

## La1repartie duXXesiècle

### Roderick Jones et la guerre des Boers
En 1900, les trois agences de presse américaines, AP, United Press et International News Service sont en expansion encore plus rapide : la part de marché mondiale des agences européennes diminue progressivement. Cependant, Reuters peut compter sur un réseau de 260 correspondants et bureaux à travers le monde, quand éclate la guerre des Boers dans le Transvaal, en Afrique du Sud. La couverture à peu près équilibrée de l'événement, à partir de sources d'information dans les deux camps, contribue à la bonne image de Reuters auprès de ses clients. L'agence britannique révèle en 1902 la fin du siège de Mafeking, combat central de la guerre des Boers : son reporter franchit les lignes Boers pour arriver au Mozambique, télégraphier la nouvelle, qui arrive dès le lendemain, et deux jours avant la communication militaire. Sir Roderick Jones, directeur du bureau de Johannesbourg, revient à Londres auréolé du prestige de ce scoop. Il se lie d'amitié avec le baron Herbert de Reuter, fils du fondateur, à qui il succèdera après son décès.

### La Banque Reuters et les projets dans la publicité
En 1876 Reuters s'était vu proposer une entrée sur le marché publicitaire, mais le projet a échoué, le conseil d’administration de Reuters estimant qu'il risque d'abaisser l’image du service télégraphique aux yeux de la presse". Il refera surface trente ans plus tard.
Au début du XXe siècle, le boom de la publicité dope la presse quotidienne, ce qui bénéficie indirectement aux ventes et à la rentabilité des agences de presse. Reuters voit ainsi ses réserves financières tripler, passant de 30000 sterling à 100000 sterling entre 1900 et 1910. Elle décide de créer la "Reuters Bank", rebaptisée British Commercial Bank en 1912, avec 500000 sterling de capital en vue de financer un département « publicité », sur le modèle de celui qui a enrichi sa rivale Havas. La British Commercial Bank va cependant fragiliser Reuters au début de la 1re guerre mondiale, sans que la branche publicité ne réussisse à percer.

### Le krach de 1915 et la censure de guerre
Le 28 avril 1915, Herbert de Reuter se suicide, trois jours après la mort de sa femme. Il était aussi très affecté par le Krach de sa British Commercial Bank, dont les fonds ont été gelés dans plusieurs pays en raison de la censure liée à la Première Guerre mondiale. Hubert de Reuter, autre fils du fondateur, meurt au front l'année suivante. À la Bourse de Londres, l'action perd trois quarts de sa valeur, tombant à 3 livres sterling. C'est Sir Roderick Jones, entre-temps anobli, qui prend le relais : en 1916, grâce à un prêt de 55 000 sterling, garanti par le gouvernement et procuré par le beau-frère du premier ministre Herbert Asquith, avec l'aide de Mark Napier et de deux autres investisseurs, il fait une offre publique d'achat sur Reuters. Le prix 11, sterling l'action, supérieur au prix de 10 sterling proposé par le groupe Marconi,, mis en cause dans une affaire consécutive au naufrage du Titanic.
La réputation d'impartialité de Reuters se dégrade. Le 31 juillet 1918, une audition devant la Chambre des communes fait ressortir que le gouvernement a versé 126 000 sterling d'aides sur l'année pour les câbles télégraphiques, l'essentiel étant versé à Reuters. On découvre que l'agence a passé d'autres accord lucratifs avec l'État pendant la guerre : à l'"Imperial News Service", créé en 1911 pour l'expansion dans le Commonwealth, a succédé le Reuter Agence Service, pour rendre service au gouvernement anglais, contre rémunération. Le 16 avril 1917, il reprend une histoire inventée par un journal belge sur une usine allemande accusée de transformer des corps humains en matériaux de guerre. Reuters-Australie demande confirmation qu'il faut signer Reuters sous la dépêche et sir Roderick Jones répond "oui". Sir Roderick Jones est de plus lié, en tant que directeur de la propagande, à la cellule de propagande nommée "Wellington House", qui donne naissance en mars 1918 à un nouveau ministère de l'information britannique. Il affirmera plus tard dans son autobiographie que cette activité était bénévole et sans conséquence.

### Les difficultés du début des années 1920
La perte de crédibilité qui découle de la censure entraîne la création d’agences de presse concurrentes de Reuters, au Canada, en Australie, en Asie, mais aussi en Europe. Dans nombre de pays, les gouvernements ou les journaux préfèrent ensuite créer leurs propres agences nationales :
- l'Agence Kokusaï japonaise cesse en 1923 de constituer une simple filiale de Reuters pour devenir la coopérative de journaux Shimbum Ringo, agence de presse japonaise à part entière
- en Turquie, Mustapha Kémal créé le "bureau de presse kémaliste", en 1920, qui devient l'Agence Anadolu[71]. Il récupère en octobre 1923 la succursale commune d'Havas-Reuters, qui s'était pourtant alliée en octobre 1922 avec l'Agence télégraphique ottomane[71].
- le 1er avril 1924, le Kuomintang fonde en Chine la Central News Agency, aussi appelée agence Chekiai
- en 1923, Europa Radio concurrence l'ensemble des agences de presse européennes
- en 1923, United Press américaine signe un contrat avec l'Agence télégraphique russe, alias "Agence Rosta",
- en 1923 aussi, United Press créé la British United Press au Canada puis à Londres, et obtient des succès en Inde en 1925, avec vingt correspondants dès 1926
- en 1925, l'Australien Keith Murdoch, fondateur du United Service australien, lance une charge violente contre Reuters.

### L'arrivée de l'Association de la presse britannique
Ces difficultés amènent en 1925 la coopérative Press Association britannique, créé en 1868 pour regrouper les quotidiens régionaux anglais, à acheter 53 % du capital d'un Reuters. L'association fournit déjà Reuters en nouvelles venues d'Angleterre. Reuters acquiert ainsi un statut coopératif qu'elle conservera pendant soixante ans, jusqu'à l'introduction en Bourse de 1984. Cette participation est portée à la quasi-totalité du capital en 1930, seul un millier d'actions restant entre les mais de Sir Roderick Jones.
Le redressement n'est pas immédiat : entre-temps, l'Accord du 26 août 1927 sur l'information ouvre à l'Associated Press le Canada et l'Amérique latine. Cet accord ouvre aussi à l'Agence Havas le Canada, ex-territoire Reuters.
En 1941, l'Association des propriétaires de journaux britanniques, qui regroupe la presse londonienne, achète la seconde moitié des actions, à l'instigation de son directeur William Haley, du Manchester Evening News. Il deviendra en 1943 directeur de la BBC.

### Les innovations liées à la TSF
Cecil Fleetwood-May propose de valoriser les informations économiques et commerciales dans un nouveau produit, le "Reuters Trade Service". Acceptée par Sir Roderick Jones, le nouveau produit est lancé le 1er janvier 1920, et diffusé par la TSF. Mais la direction de l'entreprise se montre globalement réticente.
Cecil Fleetwood-May décide alors, en 1922, une association avec le Post Office britannique. Appelé "Reuterian, le nouveau service est diffusé par Reuters en morse et codé, à destination des agences qui lui sont liées.
En 1929, le Post Office offre à la diffusion de ce nouveau produit un puissant émetteur, situé à Leafield, près d'Oxford, sur le sol anglais. Le service devient progressivement le leader européen, dépassant l'allemand Europa Radio. Havas avait suivi le mouvement en créant le 17 décembre 1923 son propre système de diffusion radio, le « Havasian », en accord avec les PTT françaises. En juin 1924, Reuters crée la version politique du service économique, avec son « Reuterian politique ». Les concurrents réagissent, avec un « PolyHavas », diffusé en langage codé. Et en février 1925, un "Euro-Wolff", est lancé par l'Agence Continentale sur le même créneau commercial.

### La BBC nouveau grand client, ne sera pas concurrente
Dès 1923, Reuters avait signé un accord avec la Press Association britannique, (l'association des quotidiens), et deux autres agences de presse britanniques, Central News et The Exchange Telegraph Company, prévoyant que la BBC ne diffuse qu'à l'intérieur des îles britanniques les nouvelles fournies par les quatre agences de presse. L'accord interdit aussi à la BBC, fondée l'année précédente sous l'égide de l'État britannique, de se transformer en agence de presse.
Parallèlement, le succès croissant de la BBC apporte un nouveau marché à Reuters, et l'oblige à renouveler le style d'écriture des dépêches, en se rapprochant du langage parlé, ce qui lui permet de toucher un public plus large.

## La Seconde Guerre mondiale et l'après guerre

### La Seconde Guerre mondiale, base d'une nouvelle neutralité
Au tout début de la Seconde Guerre mondiale, les difficultés financières de Reuters vont attirer les convoitises de repreneurs, tels que Marconi, qui s'était déjà manifesté avant la Première Guerre mondiale. Le gouvernement propose alors d'injecter du capital dans l'agence, avec un droit de vote spécial. Ce scénario, soutenu par Sir Roderick Jones, est finalement rejeté. La Press Association demande à l'Association des propriétaires de journaux britanniques de la rejoindre au capital. Les réseaux de l'agence britannique sont désorganisés par la guerre, mais la forte demande de nouvelles fraîches stimule son activité.
En 1941, Sir Roderick Jones, accusé d'avoir compromis Reuters, est même destitué : il avait accepté 64 000 livres sterling depuis août 1938 du gouvernement britannique, à des fins de propagande, en plusieurs dons ponctuels. Par ces révélations, le gouvernement décide de participer à l'éviction d'un homme de plus en plus assimilé à l'empire colonial anglais. Reuters tire ainsi les leçons de sa compromission de la Première Guerre mondiale, qui lui avait ensuite coûté très cher dans les années 1920 à international. Dans la foulée, le Reuters Trust est créé, pour garantir l'indépendance rédactionnelle de Reuters et donc la crédibilité de son modèle économique, basée sur la mutualisation des coûts entre un nombre très important de clients, de toutes sensibilités et nationalités.

### La création du statut coopératif et du Reuters Trust
En 1941 est créé au sein de Reuters un conseil supérieur, sorte de "syndicat d'intérêt public", chargé de veiller à l'indépendance rédactionelle de l'agence. Il est supervisé par des personnalités indépendantes. Une "convention de trust" définit les missions d'intérêt général que Reuters doit assurer, fondée sur une série de principes, appelé le "Reuters Trust". Il veille à ce que soit "respecté ses règles déontologiques" (Reuters Trust Principles) et à éviter toute implication du gouvernement britannique, en professant une volonté d'indépendance rédactionelle, d'impartialité et d'exactitude des faits rapportés.
Le Reuters Trust sera composé en 1947 de dix « trustees » : quatre désignés par la « Press Association » britannique, quatre par l'Association des propriétaires de journaux britanniques, un par l'Australian Associated Press et un par la « New Zealand Press Association ». Au statut coopératif britannique (détention par la Press Association britannique et l'Association des propriétaires de journaux britannique) s'ajoute en 1947 l'idée d'associer le Commonwealth. Les journaux d'Inde, d'Australie et de Nouvelle-Zélande rejoignent la coopérative, via une coentreprise associant l'Australian Associated Press (AAP) et la « New Zealand Press Association » (NZPA). Le « Press Trust of India » s'y intègre aussi en 1949.
Le nouveau patron, Christopher Chancellor resserre les liens avec la presse en Inde, Australie et Nouvelle-Zélande. En 1951, elle le félicite pour avoir triplé, en une décennie, le nombre des correspondants et le chiffre d'affaires de Reuters, à 7 millions sterling par an. Walton Cole, rédacteur en chef pendant la Seconde Guerre mondiale, lui succède en 1959. Les bénéfices du Comtelburo, filiale spécialiste des matières premières, compensent les pertes de l'info généraliste, en pleine expansin.

### L'envol des années 1950, 1960 et 1970
| 1964 | 3,5 millions |
| 1970 | 10 millions  |
| 1977 | 50 millions  |

Alors que Reuters, l'AFP et Associated Press ont toutes les trois un statut coopératif, c'est Reuters qui en tirera le meilleur bénéfice, même si l'AFP gagne aussi des parts de marché. Pour une bouchée de pain, Reuters récupère
en 1944 le Comtelburo, petite agence spécialiste des matières premières qu'elle développe progressivement. Le bénéfice du Comtelburo double entre 1950 et 1959, à 143000 sterling, année où ses ventes représentent le tiers du chiffre d'affaires de Reuters.
En 1962, le chef de l'économie chez Reuters, Michael Nelson, entend parler de spéculations sur les innovations technologiques de l'ingénieur Jack Scantlin. Il négocie avec lui à New York un accord commercial sur son nouveau service Quotron, qui offre les cours de Bourse sur un mini-boitier électronique. Faute de terrain d'entente, il se tourne en 1963 vers un petit concurrent, Ultronics Systems, et son produit équivalent : Stockmaster. Trois ans après l'accord avec Ultronics Systems, en 1967, l'opérateur télécoms GTE se substitue à AT&T, pour les lignes transatlantiques qui font le succès du produit Reuters Ultronics Report. En plus des informations européennes, Reuters propose alors aux clients américains du Stockmaster ses propres informations américaines, en embauchant progressivement des reporters, ce qui permet de résilier l'accord d'échange de nouvelles avec Associated Press et Dow Jones and Company. Le chiffre d'affaires a déjà triplé en six ans, passant d'environ 3,5 millions de sterling en 1964 à 10 millions de sterling en 1970. Il est multiplié par 15 ans sur la décennie 1964-1974 et par quatorze sur la décennie 1973-1983.
Entretemps, le 24 juin 1966, Nigel Judah, directeur financier de Reuters, s'est tourné vers la coopérative Press Association, qui la contrôle, pour réclamer une injection de 250.000 sterling, mais les journaux membres de la coopérative refusent. Reuters décide de se procurer cet argent en réalisant son 1er emprunt depuis l'après-guerre, auprès de la Morgan Garanty et du Crédit suisse, au taux d'intérêt de 6,75 %, et par une grande rigueur dans la gestion des coûts. En 1965, son PDG Gerald Long estime alors que la coopérative Reuters doit augmenter sa rentabilité, sachant qu'elle avait affiché une perte de 57092 sterling sur l'année 1964.
| Année | Au siège à Londres | Hors d'Angleterre | Effectif total |
| ----- | ------------------ | ----------------- | -------------- |
| 1964  | 699 personnes      | 653 personnes     | 1352 personnes |
| 1976  | 893 personnes      | 1143 personnes    | 2036 personnes |

Cette forte croissance s'effectue progressivement, sans à-coups, par des recrutements progressifs, hors d'Angleterre. L'effectif de Reuters progresse d'environ 50 % en douze ans, entre 1964 et 1976 : 193 créations de poste en Angleterre et 480 hors d'Angleterre. Les recrutements se poursuivent après 1976. En 1971, le Money Monitor est conçu pour le marché des devises, qui n'a alors aucune existence physique. C'est un écran d'ordinateur de bonne taille, qui permet de recevoir une très grande quantité d'information. Les banques y déposent les pages entières de cours des devises qu'elles proposent à leurs clients. Lancé en 1973, il est immédiatement baptisé "Reuters Monitor", car il inclut alors aussi les cours de bourse et les matières premières.
L'accord avec Ultronics Systems lance les transactions électroniques
 sur petit boitier, puis sur écran informatique. Il se traduit par la création du Nasdaq américain, qui a bientôt 40000 écrans, distribués également par Scantlin Electronics et Bunker Ramo, qui avait racheté la société de télégraphie boursière Teleregister. Le service est vendu 950 dollars par mois.
Cette croissance dans la finance se révèle à la fois régulière et spectaculaire : Reuters dépasse l'Associated Press dès 1980. Ses ventes totales se limitaient encore à 3,5 millions de sterling en 1964, cinq fois moins qu'Associated Press (19 millions de sterling). Résultat, Reuters s'informatise et affiche progressivement des bénéfices élevés : 1,1 million de sterling dès 1975 contre une perte de 57000 sterling (1,4 % du chiffre d'affaires) en 1964.

### L'investissement dans le reportage photographique et télévisé
À partir de 1960, Reuters investit dans la société de reportages télévisés Visnews, codétenue avec la BBC. En 1968, 33 % du capital appartient à Reuters. Dès 1981, Visnews produit 40 à 50 reportages télévisés par jour, vendus à des clients internationaux, en profitant du développement des EVN. En 1988, NBC s'y associe, en rachetant à Reuters 37 % du capital. Première agence mondiale d'informations télévisées, Visnews est rebaptisée « Reuters TV » en 1992, puis subit la concurrence d'AP Television News en 1996, et d'AFP TV dans les années 2000.
Dans les années 1980, le rédacteur en chef central Ian Macdowall est l'auteur de la formule critique "press on the appropriate button in the reader's mind" , qui signale en quoi la photo doit être complétée par une couverture texte et diffusée dans un cadre éditorial intelligible. Il met aussi en place plusieurs réformes, en particulier l'instauration du "World Daily Comment", nourri par les observations des "Quality Controllers of Reuters", aussi appelé par autodérision les "QUACS", des journalistes qui analysent la production de Reuters en suivant celle effectuée par les agences de presse concurrentes.

### L'entrée en bourse de 1984
Alors que les profits ont été multipliés par dix entre 1979 et 1982, un débat divise la rédaction du groupe sur une entrée en Bourse, susceptible d'aliéner l'indépendance journalistique. Le directeur général Glen Renfrew fait initialement partie des sceptiques, estimant que Reuters n'en a de toute façon pas besoin, sur le plan financier, compte tenu de la très forte rentabilité de l'entreprise, qui assure tout son investissement par l'autofinancement.
Après la cotation réussie de Telerate, son principal concurrent, Glen Renfrew change d'avis. Reuters abandonne son statut de coopérative pour entrer en Bourse en 1984 et réalise une dizaine de petites acquisitions. Le krach d'octobre 1987, qui divise par deux le cours de l'action, calme ensuite le jeu.

### Les relais de croissance et la contre-attaque d'AP
La croissance du SEAQ et d'Instinet, des systèmes de négociation électronique avait apporté au début des années 1980 un relais de croissance à Reuters. La rivale Associated Press contribue à son tour à l'histoire de l'information financière en direct, par son association en 1985 avec Dow Jones and Company, qui prend 67 % du capital de Telerate en 1988.

### Les difficultés des années 2000 et le rachat par Thomson en 2006
Le développement d'internet, à la fin des années 1990, menace le modèle économique de diffusion de l'information financière tandis que l'éclatement de la bulle internet créé les premières difficultés commerciales depuis trois quarts de siècle. En 2001, Tom Glocer devient le premier américain et le premier non-journaliste à diriger Reuters. Il lance son programme "Fast Forward", de réductions des effectifs et fermetures de centres de production. L'activité baisse pendant cinq années de suite, entre 2001 et 2005. Tout comme le cours du groupe, passé de 17 livres en 2000 à moins de 1 livre trois ans plus tard.
Reuters est racheté en 2007, pour 17,2 milliards de dollars, par le groupe d'informations financières canadien Thomson. À l'issue de l'opération, ce dernier possède 53 % du nouvel ensemble, nommé Thomson Reuters. Tom Glocer en devient le président et obtient le feu vert de la Reuters Foundation Share Company, garante de l'indépendance des rédactions de Reuters. Les deux groupes, qui employaient 49 000 personnes à eux deux, promettent de réduire de 500 millions de dollars leurs coûts en trois ans. Le siège social de Londres est vendu.